# Ondino Viera
Ondino Leonel Viera Palaserez (Cerro Largo, 10 de septiembre de 1901 - Montevideo, 27 de junio de 1997) fue un entrenador de fútbol uruguayo.

## Trayectoria
Comenzó su carrera como entrenador en la selección departamental de Cerro Largo en 1928. Pasó luego a Club Nacional de Football, donde dirigió y logró el campeonato uruguayo n.º 12 para Nacional, pese a que no estuvo al frente del plantel hasta el final, ya que fue sustituido por el húngaro Américo Szigeti.
A partir de 1938 y hasta 1954 dirigió con gran éxito a varios equipos brasileños. Comienza su carrera en ese país en Fluminense, donde logra en tres oportunidades el Campeonato Carioca (1938, 1940 y 1941), siendo reconocido por ser de los pioneros en la utilización de herramientas "académicas" (psicología y medicina) en la dirección técnica.
Pasó en 1943 a  Vasco da Gama, donde generó una revolución táctica, implementando la estrategia 4-2-4, que se volvería la utilizada por la selección brasilera más adelante. En ese club lograría varios títulos (incluyendo el primer Campeonato Carioca conseguido en forma invicta en la era profesional), además de formar la base del denominado Expresso da Vitória, considerado por muchos como el mejor equipo de la historia de Vasco. A comienzos de 1946 deja el Vasco, luego de lo cual pasa por varios equipos de Río de Janeiro (Botafogo, Fluminense, Bangu), aunque sin los éxitos logrados anteriormente. Culminó su estadía en el fútbol de Brasil con cortos pasajes en los equipos de Palmeiras y Atlético Mineiro.
Llega en 1955 a Nacional, donde dirigiría por cinco años, logrando tres títulos de campeón uruguayo (1955, 1956, 1957).
A partir de 1963 Ondino dirige al Club Guaraní, donde lograría el título de Primera División de Paraguay en 1964. Aprovechando la estancia en ese país, fue nombrado técnico de la Selección de fútbol de Paraguay que concurrió al Campeonato Sudamericano 1963, logrando el segundo lugar.
En 1965 se hace cargo de la Selección de fútbol de Uruguay, con la que disputa el mundial de 1966.
Dirigió al Club Atlético Cerro, con el que no solo disputó el campeonato de Primera División de Uruguay, sino también una incipiente liga de fútbol en Estados Unidos. Luego de un fugaz retorno a Bangu de Brasil  dirigió al Liverpool Fútbol Club(donde es recordado por desarrollar un gran fútbol), con un paso intermedio por el Club Atlético Peñarol en 1972. Dirigió al final de su carrera otros equipos menores de su país, incluyendo la IASA y River Plate.

## Selección nacional

### Participaciones en Copas del Mundo
| Mundial                        | Selección | Sede       | Resultado   |
| ------------------------------ | --------- | ---------- | ----------- |
| Copa Mundial de Fútbol de 1966 | Uruguay   | Inglaterra | 4° de final |

### Participaciones en Copa América
| Copa América      | Selección | Sede    | Resultado  |
| ----------------- | --------- | ------- | ---------- |
| Copa América 1963 | Paraguay  | Bolivia | Subcampeón |

## Clubes
| Club                         | País     | Año       |
| ---------------------------- | -------- | --------- |
| Selección de Cerro Largo     | Uruguay  | 1928      |
| Nacional                     | Uruguay  | 1930-1933 |
| Fluminense                   | Brasil   | 1938-1941 |
| Vasco da Gama                | Brasil   | 1942-1946 |
| Botafogo                     | Brasil   | 1947      |
| Fluminense                   | Brasil   | 1948-1949 |
| Bangu                        | Brasil   | 1950-1953 |
| Palmeiras                    | Brasil   | 1953      |
| Atlético Mineiro             | Brasil   | 1954-1955 |
| Nacional                     | Uruguay  | 1955-1960 |
| Centro Iqueño                | Perú     | 1962      |
| Selección paraguaya          | Paraguay | 1963      |
| Guaraní                      | Paraguay | 1963-1964 |
| Cerro                        | Uruguay  | 1965      |
| Selección uruguaya           | Uruguay  | 1965-1967 |
| Bangú                        | Brasil   | 1967      |
| Liverpool                    | Uruguay  | 1971      |
| Peñarol                      | Uruguay  | 1972      |
| Liga Deportiva Universitaria | Ecuador  | 1972      |
| Sud América                  | Uruguay  | 1975-1976 |
| River Plate                  | Uruguay  | 1978      |

## Palmarés

### Campeonatos nacionales
| Título              | Club             | País     | Año  |
| ------------------- | ---------------- | -------- | ---- |
| Campeonato uruguayo | Nacional         | Uruguay  | 1933 |
| Campeonato Carioca  | Fluminense       | Brasil   | 1938 |
| Campeonato Carioca  | Fluminense       | Brasil   | 1940 |
| Campeonato Carioca  | Fluminense       | Brasil   | 1941 |
| Torneo Municipal    | Vasco da Gama    | Brasil   | 1944 |
| Torneo Relámpago    | Vasco da Gama    | Brasil   | 1944 |
| Torneo Municipal    | Vasco da Gama    | Brasil   | 1945 |
| Campeonato Carioca  | Vasco da Gama    | Brasil   | 1945 |
| Campeonato Mineiro  | Atlético Mineiro | Brasil   | 1954 |
| Campeonato uruguayo | Nacional         | Uruguay  | 1955 |
| Campeonato uruguayo | Nacional         | Uruguay  | 1956 |
| Campeonato uruguayo | Nacional         | Uruguay  | 1957 |
| Primera División    | Guaraní          | Paraguay | 1964 |